# Gilberto Vaca
Gilberto Vaca (Salta, 27 de febrero de 1937 - 7 de noviembre de 1986) fue un cantante folclórico argentino.  Al igual que Tomás Tutú Campos integró Las Voces de Huayra y posteriormente Los Cantores del Alba. 
Su desempeño en el conjunto era el de la voz grave y cálida, que le daba al "gordo", como lo apodaban, un tono de voz muy distinto a todos los que realizaban la voz más grave de todos los conjuntos folklóricos. Se destacaban sus partes solistas ya que su parte cálida en la voz le daba al conjunto un solista que se ponía a la altura de Juan Carlos Moreno de Los Fronterizos, quien tenía la voz grave más cálida dentro del folklore de la época, pero a diferencia de Moreno, Vaca lo ejecutaba con gran potencia sonora y agregando a su estilo, siempre se destacaban sus recitados en canciones como "Tu Joven Primavera", "La Noche del Brindis", "Mia, Esta tierra mia", etc 
Suelte la copla compadre, 
no me le va a aflojar,
que allí está Gilberto Vaca,
para ayudarlo a cantar.
Vaca ejecutaba la guitarra de acompañamiento y alternaba el bombo cuando Javier Pantaleón debía hacer segunda guitarra de Horacio Aguirre.
De los cuatro integrantes, Gilberto Vaca trascendió con su canto pero además pocos conocen su capacidad de composición de las canciones que el propio conjunto ejecutaba. De la formación legendaria (que no es la original) Vaca fue el segundo después de Javier Pantaleón en fallecer. Tras su muerte los dos restantes Horacio Aguirre y Tomás Tutú Campos planeaban la despedida de los escenarios de Los Cantores del Alba , hecho que jamás ocurrió y que hasta el día de la fecha otros cuatro integrantes siguen llevando el nombre del mismo conjunto.
Murió el 7 de noviembre de 1986. Fue autor de varias piezas de valses y serenatas.
- Datos: Q5879687